# میپل کریک، ساسکاچوان
میپل کریک، ساسکاچوان (به انگلیسی: Maple Creek, Saskatchewan) یک منطقهٔ مسکونی در کانادا است که در ساسکاچوان واقع شده‌است. میپل کریک ۲٬۰۸۴ نفر جمعیت دارد.